# Glücklich und verliebt
Glücklich und verliebt ist eine britische Musicalkomödie aus dem Jahr 1951 von H. Bruce Humberstone mit David Niven und Vera-Ellen in den Hauptrollen. Der Film wurde von Associated British Pictures und N. P. Rathvon and Co. produziert. Es ist ein Remake des deutschen Films …und wer küßt mich? (1933).

## Handlung
Der amerikanische Theaterproduzent Jack Frost steckt in finanziellen Schwierigkeiten. Im schottischen Edinburgh kann er seine Gläubiger überzeugen, ihm zwei Tage Zeit zu geben, um die Kredite für seine Show Frolics to You zurückzuzahlen. Am nächsten Tag versucht die Sängerin Janet Jones per Anhalter zum Theater zu kommen. Ein freundlicher Autofahrer namens Bates nimmt sie mit, wird aber beim Versuch, Janet rechtzeitig für die Proben zum Theater zu bringen, von der Polizei angehalten. Janet verspätet sich deshalb und wird von Jack gefeuert. Janet weiß nicht, dass Bates für B. G. Bruno, dem reichsten Mann Schottlands, arbeitet. Bates kommt zum Theater zurück, um ihre im Auto vergessene Geldbörse zurückzugeben. Es entstehen Gerüchte, dass Janet und Bruno verlobt seien. Die Gerüchte bewegen den verzweifelten Jack dazu, Janet wieder einzustellen und ihr die Hauptrolle in der Show zu geben, da der eigentliche Star frustriert abgereist ist, nachdem Jack die Gage nicht zahlen konnte.
In ihrer Pension bekommt Janet unerwartet Besuch von der Modedesignerin Madame Amanda. Obwohl sie bei Amanda noch Rechnungen offen hat, bekommt sie von ihr einige teure Kleider. Ihre Mitbewohnerin Mae Thompson macht ihr Vorwürfe, nichts von der Verlobung mit Bruno erzählt zu haben. Nun wird Janet klar, dass Jack einem Irrtum aufgesessen ist. Mae ist sicher, dass Bruno nie etwas von der Sache herausbekommt und überzeugt Janet, mit der Geschichte bis zur Premiere einfach weiterzumachen. Als Bruno, ein überzeugter Junggeselle, am nächsten Tag eine Rechnung von Madame Amanda erhält, will er der Sache auf den Grund gehen. Im Theater wird er von Janet für den Reporter Paul Tracy gehalten, der sie interviewen soll. Von der charmanten Amerikanerin beeindruckt, korrigiert Brune ihren Irrtum nicht. Bruno fragt sie nach ihrem Verhältnis mit B. G., und Janet denkt sich ein paar harmlose Belanglosigkeiten aus. Da sie den vermeintlichen Reporter interessant findet, stimmt sie einer Verabredung zum Mittagessen für den nächsten Tag zu. Sie bittet ihn, fürs Erste nichts über sie und B. G. zu veröffentlichen.
Jack trifft derweil den echten Paul Tracy und gibt von ihm ausgedachte skandalöse Details aus Janets Verhältnis mit B. G. zum Besten. Paul schreibt einen Artikel über das Paar, der sofort veröffentlicht wird. Die verärgerte Janet konfrontiert Bruno beim Mittagessen mit dem Artikel. Er kann sie mit der Behauptung besänftigen, jemand anderes habe den Artikel geschrieben. Als Janet Brunos Limousine vor dem Fenster bemerkt, verabschiedet sie sich hastig. In seinem Büro befragt Bruno Bates, der die Umstände seines Kennenlernens mit Janet erklärt. Bruno ist sich nun sicher, dass Janet nicht auf sein Geld aus ist.
Janet hat Jack versprochen, B. G. mit zum Abendessen am nächsten Abend zu bringen. Mit Mae studiert sie Fotos von Schauspielern, um jemanden zu finden, der B. G. ähnlich genug sieht, um ihn zu imitieren. Als Bruno mit einem Strauß Blumen auftaucht, sind sich die beiden sicher, den passenden Doppelgänger vor sich zu haben. Sie überzeugen ihn, sich für B. G. auszugeben und geben ihm Ratschläge, wie sich ein richtiger Millionär zu verhalten habe. Bruno und Janet fahren zum Restaurant, wo Jack mit seinen Gläubigern auf den Millionär wartet. Er kann sie davon überzeugen, B. G. zu sein und bestätigt sein Interesse, in die Show zu investieren. Nach dem Abendessen gesteht Janet Bruno ihre Liebe. Zudem gesteht sie, den echten B. G. gar nicht zu kennen.
Am nächsten Morgen stellt Bruno einen Scheck über 10.000 Pfund für Jack aus. Janet sieht Bruno im Theater. Sie erklärt Jack, dass sie B. G. gar nicht kenne und der Scheck wertlos sei. Jack will Bruno verhaften lassen. Am Abend der Premiere wird der ahnungslose Bruno von der Polizei verfolgt. Janet versteckt ihn und will ihm seine Erklärung, der richtige B. G. zu sein, nicht glauben. Als die Polizisten Bruno dann doch entdecken, wird er von einem der Beamten als B. G. Bruno identifiziert. Der erleichterte Jack erhält den Scheck, während Bruno und Janet sich küssen.

## Produktion

### Hintergrund
Gedreht wurde der Film in Edinburgh sowie in den Elstree Studios in Borehamwood.
Co-Produzent N. Peter Rathvon war ehemaliger Präsident von RKO Radio Pictures. Er kontrollierte auch Rechteinhaber Motion Picture Capital, der das Urheberrecht (Copyright) anmeldete.
Der Film kostete 840.000 Dollar (2023: ca. 9,9 Millionen Dollar). Die Laufzeit der britischen Fassung ist 10 Minuten länger als die US-Fassung.

### Stab
John Howell oblag die künstlerische Leitung. Norman Warwick arbeitete als Kameraführer, Desmond Davis als Dialogregisseur.

### Besetzung
In einer kleinen nicht im Abspann erwähnten Nebenrolle trat Kay Kendall auf.

### Musik
Folgende Songs wurden im Film gespielt:
- MacIntosh's Wedding von Mischa Spoliansky und Barbara Gordon
- One-Two-Three und London Town von Mischa Spoliansky
- Would You – Could You? von Mischa Spoliansky und Jack Fishman

Die Songs wurden von Angela Morley arrangiert. Louis Levy leitete das Orchester.

## Synchronisation
Es existieren zwei Synchronfassungen. Die Kinofassung entstand 1951,
die Fernsehfassung 1996 im Auftrag der Hermes Synchron unter der Dialogregie von Ina Kämpfe nach einem Dialogbuch von Jörg Hartung.
| Rolle                     | Schauspieler         | Deutscher Synchronsprecher (Kino) | Deutscher Synchronsprecher (TV) |
| ------------------------- | -------------------- | --------------------------------- | ------------------------------- |
| B. G. Bruno               | David Niven          | Axel von Ambesser                 | Klaus-Dieter Klebsch            |
| Janet Jones               | Vera-Ellen           |                                   | Ina Kämpfe                      |
| John Frost                | Cesar Romero         | Siegfried Schürenberg             | Hans-Jürgen Wolf                |
| Charlie                   | Bobby Howes          | Walter Bluhm                      | Klaus Jepsen                    |
| Mae                       | Diane Hart           | Gisela Trowe                      | Bianca Krahl                    |
| Paul Tracy                | Gordon Jackson       | Harald Juhnke                     | Andreas Hosang                  |
| Dodds                     | Henry Hewitt         | Hugo Schrader                     | Friedrich G. Beckhaus           |
| Mrs. Urquhart             | Gladys Henson        | Agnes Windeck                     | Christel Merian                 |
| Bates                     | Hugh Dempster        |                                   | Hans Nitschke                   |
| Betty                     | Sandra Dorne         |                                   | Silvia Mißbach                  |
| Jonskill                  | John Laurie          |                                   | Gerd Holtenau                   |
| Türsteher                 | Wylie Watson         | Kurt Verspermann                  | Wolf Rüdiger Reutermann         |
| Lady Martin               | Ambrosine Phillpotts | Alice Treff                       |                                 |
| Madame Amandas Sekretärin | Molly Urquhart       |                                   | Evelyn Meyka                    |

Anmerkung: Die kursiv geschriebenen Namen sind Rollen und Darsteller, die nicht im Abspann erwähnt wurden.
Die Einleitung wurde in der Kinofassung von Franz-Otto Krüger und in der TV-Fassung von Jan Spitzer gesprochen.

## Veröffentlichung
Die Premiere des Films fand am 6. März 1951 in London statt, in den USA am 25. Juli 1951 in New York. In der Bundesrepublik Deutschland kam er am 15. Februar 1952 in die Kinos, in Österreich bereits zehn Tage vorher.

## Kritiken
Der Filmkritiken-Aggregator Rotten Tomatoes hat in einer Auswertung von über 500 User-Kritiken ein Publikumsergebnis von 80 Prozent positiver Bewertungen ermittelt.
Das Lexikon des internationalen Films schrieb: „Die Festspiele von Edinburgh als reizvoller Background für charmante musikalische Unterhaltung.“
Die Filmzeitschrift Cinema befand: „Federleichte Unterhaltung mit hübschen Songs.“
Bosley Crowther von der The New York Times beschrieb den Film als Schön-Wetter-Unterhaltung. Das federleichte Musical sei so originell und begeisternd wie eine Limonade von vorgestern. Die Geschichte sei eine trostlose Routineangelegenheit.
Bob Thomas schrieb in der San Bernardino Sun, der Film beweise, dass bezaubernde Musicals kein US-Monopol seien. Auch wenn er US-Stars aufweise und von einem US-Regisseur inszeniert wurde, habe er eine britische Ausstrahlung und eine eigene Frische.
Der Kritiker des TV Guide fand, der Film sei dank der hervorragenden Darstellungen und der leichthändigen Regie besser als er klinge.